# 馬格達河麗脂鯉
馬格達河麗脂鯉，為輻鰭魚綱脂鯉目脂鯉亞目脂鯉科的其中一個種，為熱帶淡水魚，分布於南美洲Columbian河與Catatumbo河流域，體長可達10公分，棲息在沼澤、濕地，屬雜食性，以昆蟲、植物等為食，生活習性不明。

## 扩展阅读
維基物種上的相關：馬格達河麗脂鯉